# 藤田博臣
藤田　博臣（ふじた　ひろおみ、1976年2月23日 - ）は、青森県五所川原市出身の日本の柔道家。現役時代は86kg級の選手。身長185cm。得意技は浮落、内股、大外刈。

## 人物
柔道は父親の勧めで五所川原第三中学に入ってから始めた。
中学3年の時に全国中学校柔道大会78kg級で2位となった。東海大相模高校に進むと、1年の全国高校選手権では2位だったが、2年の時には優勝を飾った。
3年のインターハイ団体戦では優勝したが、個人戦中量級では5位にとどまった。
全日本ジュニアでは優勝を飾った。
東海大学に進むと、1年の時に世界ジュニアに出場するが、5位に終わった。
その後ケガなどもあってスランプに陥り、一時は柔道への情熱も失いかけたが、総監督の佐藤宣践による気遣いなどもあって立ち直ると、3年の時には正力杯で中央大学の近藤秀作を浮落で破って優勝し、全日本学生柔道優勝大会でも優勝した。
世界ジュニアでは3位だったが、世界学生ではフランスのフレデリック・デモンフォコンを判定で破って優勝を飾った。
さらに講道館杯では決勝で福島県体育協会の田辺勝と対戦すると、浮落などで次々と有効や効果ポイントを取って優勝を遂げた。
4年の時には選抜体重別決勝で明治大学の吉田秀彦を腕挫十字固で破って世界選手権代表に選ばれた。
さらに、釜山で開催された東アジア大会では、決勝でオリンピックチャンピオンである地元韓国の全己盈を小外刈の有効で破って優勝を果たした。
しかし、パリで開催された世界選手権では、1ヶ月前の全日本学生柔道優勝大会東京予選で右肩を負傷した影響もあってか、準々決勝でウクライナのルスラン・マシュレンコに技ありで敗れると、敗者復活戦でもアメリカのブライアン・オルソンに小外掛で敗れて7位に終わった。
1998年には旭化成所属となり階級も81kg級に変更したが、再び代表争いに加わるほどの活躍は見られなかった。
2000年に引退すると、以降は青森山田高校、香港ナショナルチーム、東海大学女子チームのコーチを務めた。
2006年には整骨院や在宅マッサージ等の医療機関を運営する株式会社｢CBC｣の代表取締役に就任した。
長身を活かしての内股や大外刈の他に、大学の先輩である中村佳央に伝授されたという変則の浮落や、相手が掛けてきた大外刈の足を外して掬投に変化させて投げるといった独特の技を得意にしていたことから、記録よりも記憶に残る選手とも言われている。
特に浮落は、”藤田スペシャル”と呼ばれ、引退後に東海大学コーチを務めていた時に、後輩である塚田真希に伝授して、受け継がれており、塚田も試合で度々、使っていた。

## 藤田スペシャル
藤田の代名詞ともいえる得意技で、変則の浮腰である。
あまりにも見事に決まるため、審判も判定に戸惑ってしまう程の威力を見せた。
相手が自分の奥襟を掴んできた時、自分も釣り手で相手の奥襟を掴む。
相手が突っ込むか押し返してきた時に、素早く、引き手を相手の肘を押し込んで、そのまま脇の下に入れる。
この時、釣り手で首、引き手で肩を極める。
そして、軽く腰を入れ、釣り手側に支釣込足の様に、相手を回転させて投げる。

## 主な戦績
- 1990年 -　全国中学校柔道大会　2位(78kg級)
- 1992年 -　全国高校選手権　団体戦　2位
- 1992年 -　金鷲旗 団体戦　3位
- 1992年 -　インターハイ　団体戦　2位
- 1993年 -　全国高校選手権　団体戦　優勝
- 1993年 -　金鷲旗 団体戦　2位

86kg級での戦績
- 1993年 -　インターハイ　個人戦　5位　団体戦　優勝
- 1993年 -　全日本ジュニア　優勝
- 1994年 -　フランスジュニア国際　優勝
- 1994年 -　世界ジュニア　5位
- 1996年　- 正力杯　優勝
- 1996年 -　世界ジュニア　3位
- 1996年 -　全日本学生柔道優勝大会　優勝
- 1996年 -　世界学生　優勝
- 1996年 - 講道館杯　優勝
- 1997年　-　オーストリア国際　3位
- 1997年 -　ドイツ国際　3位
- 1997年 - 選抜体重別　優勝
- 1997年 -　東アジア大会　優勝
- 1997年 -　世界選手権　7位

81kg級での戦績
- 1998年　-　オーストリア国際　優勝
- 1999年 -　韓国国際　2位